# Elías Estrella
Elías Estrella (Rosario, 1995 - Buenos Aires, 11 de enero de 2016) fue un jugador de pádel argentino profesional.

## Carrera deportiva
Elías Estrella comenzó jugando al tenis en sus inicios. Sin embargo, con 15 años decidió cambiar el tenis por el pádel.
Con 17 años, Martín Di Nenno se convirtió en su pareja, tras haber sido campeón del mundo con la selección argentina de jóvenes. En 2012, decidió seguir su carrera junto a Juan Cruz Belluati, con quien compitió en el World Padel Tour.
En 2015 compitió en el circuito junto a Andrés Britos realizando una gran temporada junto a él. Sobre todo, destacó en el Málaga Open donde dio mucho espectáculo en el torneo.
Debido a su gran año, en 2016, Gabriel Reca se iba a convertir en su nueva pareja deportiva, sin embargo un accidente de tráfico en enero de 2016 acabó con su vida.
Tras su fatídico fallecimiento se entrega un premio con su nombre al jugador revelación de la temporada. En 2016 se entregó por primera vez, ganándolo Franco Stupaczuk.